# Comité d'écriture de l'Histoire coréenne
Le Comité d'écriture de l'Histoire coréenne (朝鮮史編修会官制) est une structure de recherche mise en place en Corée en 1925 par l'occupant japonais. Il publie notamment le Chōsen Shi.

## Membres
- Park Yeong-hyo
- Yi Wan-Yong
- Naitō Torajirō
- Choe Nam-seon
- Yi Pyong-do